# ハンス・ベルティング
ハンス・ベルティング（Hans Belting、1935年7月7日 - 2023年1月10日）は、「イメージ学」に焦点を当てたドイツの美術史家およびメディア理論家であり、現代美術および中世・ルネサンス期のイタリア美術に関する研究を行っていた。

## 来歴
ベルティングは、1935年7月7日にラインラント地方のアンデルナハで生まれた。マインツ大学とローマ大学で学び、ヨハネス・グーテンベルク大学マインツで美術史の博士号を取得した。1966年にハンブルク大学で美術史の教授として教鞭をとり、その後ルプレヒト・カール大学ハイデルベルク、1980年から1992年までミュンヘンのルートヴィヒ・マクシミリアン大学で教えた。
1992年から2002年の退職まで、ベルティングはカールスルーエの国立デザイン大学の美術史およびメディア理論研究所の教授を務めた。2004年10月から2007年9月末まで、ベルティングはウィーンの国際文化研究センター（Internationales Forschungszentrum Kulturwissenschaften）の所長を務めた。
ベルティングは1962年に初の単行本「Die Basilica dei Ss. Martiri in Cimitile」を発表し、その後30冊以上の本を著した。そのうちのいくつかはさまざまな言語に翻訳されている。彼のエッセイ「The End of Art History?」は大きな注目を集め、ベルティングはこれを後の版で拡張した。
2023年1月10日、ベルティングはベルリンで亡くなった。享年87歳。

## 書いたもの
ベルティングは、「イメージ学」（Bildwissenschaft）の分野への貢献で知られていた。彼の「イメージ学」の解釈は、文化的な違いを越える画像の普遍的な機能を検討するために、人類学的な理論を発展させることを目指し、画像と身体の関係を考察していた（2001年刊行の著作『イメージ人類学ーーイメージ学のための諸構想』）。ベルティングは宗教的な文脈で使用される画像を検討し、今日美術品と見なされる画像の元々の非美術的な機能を特定しようとした。また、16世紀に出現した「美術」は、画像との身体的な関わりを妨げる分析単位であると主張した。
『Likeness and Presence』（1990年）において、ベルティングは、画像が文脈から意味を得るのではなく、文脈に意味を与える方法を理解する必要性を主張し、画像を独自のエージェンシーを持つアクターとして理解すべきだと論じた。ベルティングは、美術史という学問の枠組みが時代遅れであり、潜在的に廃れていると主張し、すべての種類の画像を把握できる「イメージ学」Bildwissenschaftを追求すべきだと述べたが、その正確な範囲と方法は不明確のままであるべきとした。
美術研究と美術館の実践におけるグローバルな視点の発展を先導したのは、ベルティングが2006年にペーター・ヴァイベルとアンドレア・ブッデンジークと共にカールスルーエ・アート・アンド・メディア・センター（ZKM）で始めた研究プロジェクト「GAM – Global Art and the Museum」である。
このプロジェクトは2016年まで続き、新しい美術館の実践と世界的なアートビエンナーレの発展を考察した。1980年代末以降、John Clark（1946-、シドニー大学の現代美術史の専門家）がいうところの"Euramerica"を超えて出現してものである。
プロジェクトには、ZKMカールスルーエ芸術メディアセンターでの展示と出版物『The Global Contemporary: Art Worlds after 1989』（2011–2012年）が含まれている。

## 学術的または専門的な分野での奨学金（フェローシップ）や、業績に対して授与される賞や栄誉
ベルティングは、ドイツとアメリカの科学アカデミーの会員であり、ハイデルベルク科学アカデミー、人文学アカデミーの会員であった。また、ベルリン高等研究所のフェローおよびベルリンのライプニッツ文学・文化研究センターの名誉会員であった。
彼は、科学と芸術における「プール・ル・メリット勲章」の会員であり、ウィーンのルートヴィヒ現代美術館財団（MUMOK）の理事会のメンバーであった。
1992年には、アメリカ芸術科学アカデミーの外国名誉会員に選ばれ、2005年にはアメリカ哲学協会の会員になった。彼は、ワシントンD.C.のハーバード大学のダンバートン・オークスでフェローシップを得ていた。
2016年、ベルティングは自身の私立図書館をベルリン自由大学の美術史研究所、ドナウ大学クレムス（オーストリア）、およびマサリク大学芸術学部の美術史学科の図書館に3つの部分に分けて寄贈した。このため、後者は新しい図書館を彼の名前にちなんで命名した。

## 仕事
- Belting, Hans (2017). Face and Mask: A Double History. Princeton: Princeton University Press. ISBN 978-0691162355
- (2013) (ドイツ語). Faces eine Geschichte des Gesichts. München. ISBN 978-3-406-64430-6. OCLC 812376930
- (2011). Florence and Baghdad: Renaissance art and Arab science. Cambridge, Mass.: Belknap Press of Harvard University Press. ISBN 978-0-674-05004-4. OCLC 701493612
- ; Dunlap, Thomas (2011). An Anthropology of Images: Picture, Medium, Body. Princeton: Princeton University Press. ISBN 978-0-691-14500-6. OCLC 691205559　〔『イメージ人類学』仲間裕子訳、平凡社、2014年〕
- (2009). Looking through Duchamp's door: art and perspective in the work of Duchamp, Sugimoto, Jeff Wall. Köln: Verlag der Buchhandlung Walther König. ISBN 978-3-86560-605-1. OCLC 499093764
- ; Buddensieg, Andrea; Araújo, Emanoel; Global Art and the Museum; Internationales Forschungszentrum Kulturwissenschaften; Zentrum für Kunst und Medientechnologie Karlsruhe (2009). The global art world: audiences, markets, and museums. Ostfildern: Hatje Cantz. ISBN 978-3-7757-2407-4. OCLC 427296651
- ; Birken, Jacob; Buddensieg, Andrea; Weibel, Peter; Binter, Julia T. S. (2011). Global studies: mapping contemporary art and culture. Ostfildern, Germany: Hatje Cantz. ISBN 978-3-7757-3202-4. OCLC 767534541
- ; Bosch, Hieronymus (2012). Hieronymus Bosch, Garden of earthly delights. Munich: Prestel. ISBN 978-3-7913-3320-5. OCLC 829228470
- (2003). Art history after modernism. Chicago: University of Chicago Press. ISBN 0-226-04184-0. OCLC 48265530
- Atkins訳 (2001). The invisible masterpiece. Chicago: University of Chicago Press. ISBN 0-226-04265-0. OCLC 46401602
- (1998). The Germans and their art: a troublesome relationship. New Haven: Yale University Press. ISBN 0-300-07616-9. OCLC 38468736　〔『ドイツ人とドイツ美術: やっかいな遺産』仲間裕子訳、晃洋書房、1998年〕
- ; Jephcott, E. F. N. (1994). Likeness and presence: a history of the image before the era of art. Chicago: University of Chicago Press. ISBN 0-226-04214-6. OCLC 27769840
- (1990). The image and its public in the Middle Ages: form and function of early paintings of the Passion. New Rochelle, N.Y.: A.D. Caratzas. ISBN 0-89241-403-0. OCLC 19623960
- (1989). Max Beckmann: tradition as a problem in modern art. New York: Timken Publishers. ISBN 0-943221-06-4. OCLC 20261141
- ; Wood, Christopher S. (1987). The end of the history of art?. Chicago: University of Chicago Press. ISBN 0-226-04217-0. OCLC 14359049　〔『美術史の終焉？』元木幸一訳、勁草書房、1991年〕

## チャプター
- Hans Belting, "The Migration of Images. An Encounter with Figuration in Islamic Art", in Dynamis of the Image. Moving Images in a Global World, eds. Emmanuel Alloa & Chiara Cappelletto, Berlin-New York: De Gruyter 2021, Series "Contact Zones", pp. 63-78, doi=10.1515/9783110530544-004